# Mizuno Šinrjú
Mizuno Šinrjú/Džinrjú (japonsky 美津濃 神龍) byl japonský experimentální stíhací letoun, který byl v několika prototypech testován na konci druhé světové války. Krátké značení nebylo přiděleno. Jeho hlavním úkolem mělo být odražení amerických bombardérů Boeing B-29 Superfortress.

## Historie
V červnu 1944 se nad Japonskem objevily první Boeingy B-29 Superfortresses. Byl to začátek bombardovací kampaně, která měla za následek, že klíčová japonská města, infrastruktura a průmysl lehly popelem. Vzhledem k tomu, že letecký průmysl byl prioritním cílem, hledal Kaigun kúkú honbu (海軍航空本部 ~ letecký úřad císařského námořnictva) způsoby, jak s B-29 bojovat. Jedním z konceptů byl obranný stíhač, který by se mohl rychle zvednout, aby se utkal s bombardéry, a tak se zrodil Šinrjú. Nicméně vývoj Šinrjú začal s návrhy pro mnohem konvenčnější letadlo.
V listopadu 1944 se Kaigun kúkú honbu zabýval možnostmi letadla podnikat sebevražedné mise. I když mise nebyla ojedinělá, skutečnost, že letoun byl kluzák, ano. Předsednictvo si představovalo, že kluzáky budou vypouštěny s raketovými urychlovači z jeskyní nebo z pobřežních pozic a piloti navedou letadlo se 100kg hlavicí do spojeneckých lodí nebo tanků, pokud by byly napadeny japonské domovské ostrovy.
Úřad pověřil technický arzenál námořního letectva v Jokosuce úkolem realizace kluzáku. Projekt vedl Šigeki Sakakibara (榊原茂樹), který vedl několik týmů, z nichž každý byl zodpovědný za jednu část kluzáku: křídlo, trup, řídicí plochy, aerodynamické testy a zkušební lety. Jakmile byl prototyp dokončen, Kaigun kúkú honbu vydal instrukce, že kluzák musí být postaven s co největším podílem ze dřeva.
Toto omezení bylo zavedeno ze dvou důvodů. První bylo, že při použití dřeva a omezení použití kovu na absolutní minimum bylo možné kluzák vyrobit v jakékoli malé truhlářské dílně, a za druhé, v důsledku toho by dostupné kovy byly uchovány pro jiné vojenské použití.
Byla prodiskutována a načrtnuta řada konceptů a první návrh byl dokončen v květnu 1945. Mizuno, malý výrobce kluzáků, známý spíše výrobou sportovního vybavení, měl tehdy první prototyp téměř hotový.
Hornoplošný kluzák byl velmi jednoduchý. Rovná a plochá křídla byla široká, ale měla krátké rozpětí a byla navržena tak, aby zajistila snadnou manipulaci s kluzákem vzhledem k tomu, že u řízení by byli nezkušení piloti. Počítalo se také s raketovými motory, které měly být použity při startu. Pilot seděl v otevřeném kokpitu. Návrh byl předložen Kaigun kúkú honbu k posouzení. Sakakibara studoval plány a nákresy a došel z závěru, že kluzák má chyby a je nutné ho předělat.
Po opravách byl návrh schválen. Práce na revidovaném Džinrjú, jak se nyní kluzák jmenoval, začaly v polovině června 1945.

## Technické údaje
- Počet členů posádky: 1
- Délka: 7,6 m
- Rozpětí křídel: 7 m
- Dolet: 4 km
- Výška: 1,8 m
- Rychlost: 300 km/h